# Сап Център
„Сап Център“, на английски: 'SAP Center', е закрита спортна арена в Сан Хосе, щата Калифорния, САЩ.
Предназначена е за хокей, баскетбол, футбол, борба, тенис и концерти. Дом е на американския-канадски хокеен отбор Сан Хосе Шаркс.